# Pleasington
Pleasington – wieś w Anglii, w hrabstwie ceremonialnym Lancashire, w dystrykcie (unitary authority) Blackburn with Darwen. Leży 37 km na północny zachód od miasta Manchester i 297 km na północny zachód od Londynu. W 2001 miejscowość liczyła 467 mieszkańców.